# Люсьєн Фрейд
Люсьєн Фрейд (англ. Lucian Michael Freud; також Люціан, Люсьєн, Лукіан) (8 грудня 1922 — 20 липня 2011) — британський художник німецько-єврейського походження. Відомий як автор серії портретів світових знаменитостей.

## Біографія
Народився в Берліні 1922 року. Онук Зигмунда Фрейда. Батько — австрійський архітектор Ернст Людвиг Фрейд, четвертий син Зигмунда Фрейда; мати походила з Німеччини — обидва батьки були євреями. Разом з батьками переїхав в Англію в 1933 році через прихід до влади Гітлера, а в 1939-му прийняв британське громадянство.
Повністю присвятив себе живопису після того, як у 1942 році його було звільнено за інвалідністю з флоту.
Майбутній художник навчався в таких лондонських навчальних закладах як «Central School of Art» і «Goldsmiths College». Перша персональна виставка Фрейда відбулася в «Lefevre Gallery» в 1944 році.
Примітно, що Люсьєн Фрейд припадав онуком знаменитому австрійському психоаналітику Зигмунду Фрейду, а брат художника — Клемент Фрейд — був відомим політиком і письменником.
Помер 20 липня 2011 року у віці 88 років у результаті хвороби у своєму будинку у Лондоні.

## Творчість
Відомий, зокрема, як автор серії портретів світових знаменитостей. Так, у 2001 році художник написав портрет королеви Великої Британії Єлизавети II.
1951 року його робота «Інтер'єр Педдінгтона» (Галерея мистецтв Годока, Ліверпуль) виграла приз на мистецькому фестивалі в Англії, і з того часу попит на його роботи стрімко зростав. Фройд спеціалізувався на портретному живописі і оголеній натурі.
Фрейд мав репутацію найпотужнішого художника серед тих, хто займається фігуративним живописом. У портретах і ню активно використовує ефект великого плану. У його ранніх роботах спостерігалася надзвичайна увага до реалістичного прописування деталей, тому Фройда називають реалістом або навіть «суперреалістом». Однак в його інтенсивному та фактурному живописі радше видно тверезий аналіз, притаманний британському фігуративному мистецтву, починаючи з часів ІІ світової війни. Згодом він працював у більш вільній манері.

## Цікаві факти
Був найдорожчим із прижиттєвих художників, його полотна користувалися успіхом на аукціонах. Так, у 2010 році автопортрет Фрейда з підбитим оком продали за 4,4 мільйона доларів, а в 2008 році незакінчений портрет Френсіса Бекона — на нью-йоркському аукціоні за 9,4 мільйона доларів. Рекорд серед робіт Фрейда, однак, утримує полотно «Сплячий інспектор допомоги», яке 13 травня 2008 року було продано на аукціоні «Christie's» в Нью-Йорку за 33,6 мільйона доларів (покупцем картини став російський олігарх Роман Абрамович).

## Викрадення картини
Картина Луціана Фрейда «Жінка із заплющеними очима» була викрадена у жовтні 2012 року з «Кюнстгала» — музею в Роттердамі.